# Міхаель Рабін
Міхаель Озер Рабін (івр. מִיכָאֵל עוזר רַבִּין; англ. Michael O. Rabin; нар.1 вересня 1931)  —  ізраїльський вчений-теоретик в галузі інформатики, лауреат премії Тюрінга.

## Біографія
Махаель Рабін народився 1 вересня 1931 року у місті Бреслау, на той час у складі Веймарської республіки (нині Вроцлав, Польща), в родині рабина. 1935 року його батько вирішив емігрувати разом із родиною до Палестини.
У ранньому віці зацікавився математикою та навчався в одній з найліпших шкіл міста Хайфа, де він був учнем математика Еліши Нетаньягу. Закінчивши школу, був призваний до армії під час арабо-ізраїльської війни (1948—1949). Завдяки втручанню Абрахама Френкеля, котрий на той час викладав математику в Єрусалимі, Рабін був звільнений з армії та 1949 року вступив до університету. 
Отримав ступінь магістра в Єврейському університеті у Єрусалимі 1953 року. Захистив дисертацію у Принстоні на тему Рекурсивна нерозв'язність задач в теорії груп (англ. Recursive Unsolvability of Group Theoretic Problems) під керівництвом Алонзо Черча та отримав ступінь доктора 1956 року.

## Наукові публікації
- Michael O. Rabin; Dana Scott (April 1959). Finite Automata and Their Decision Problems. IBM Journal of Research and Development. IBM. 3 (2): 114—125. doi:10.1147/rd.32.0114. (англ.)
- Michael O. Rabin (1963). Probabilistic Automata. Information and Control. IBM. 6 (3): 230—245. doi:10.1016/S0019-9958(63)90290-0. Архів оригіналу за 24 вересня 2015. Процитовано 5 лютого 2016. (англ.)
- Michael O. Rabin (July 1969). Decidability of Second-Order Theories and Automata on Infinite Trees. Transactions of the American Mathematical Society. American Mathematical Society. 141: 1—35. doi:10.2307/1995086. Архів оригіналу за 25 березня 2016. Процитовано 5 лютого 2016. (англ.)
- Michael O. Rabin (April 1989). Efficient dispersal of information for security, load balancing, and fault tolerance. Journal of the ACM. ACM. 36 (2): 335—348. doi:10.1145/62044.62050. Архів оригіналу за 1 лютого 2016. Процитовано 5 лютого 2016. (англ.)
- Richard M. Karp; Michael O. Rabin (March 1987). Efficient randomized pattern-matching algorithms. IBM Journal of Research and Development. IBM. 31 (2): 249—260. doi:10.1147/rd.312.0249. (англ.)
- Michael O. Rabin (1979). Digitalized signatures and public-key functions as intractable as factorization. No. MIT/LCS/TR-212. MASSACHUSETTS INST OF TECH CAMBRIDGE LAB FOR COMPUTER SCIENCE. (англ.)